# Steve Barton
Steve Barton (Hot Springs, 26 giugno 1954 – Brema, 21 luglio 2001) è stato un attore teatrale e cantante statunitense.

## Carriera
Nato in Arkansas e cresciuto nel Texas, dopo aver frequentato l'Università ad Austin, apparendo in numerose produzioni teatrali universitarie come attore, cantante e ballerino, decide di lasciare gli studi e di trasferirsi in Europa, diventando ben presto uno dei giovani interpreti di musical più richiesti nei paesi di lingua tedesca (che egli parla perfettamente) grazie alle sue poliedriche doti di attore, cantante, ballerino (ed, in seguito, anche coreografo e regista), che lo portano ben presto a frequentare le più importanti compagnie di musical presenti in Svizzera, Austria e Germania, interpretando spettacoli quali West Side Story, Die Dreigroschenoper, Oklahoma!, Jesus Christ Superstar, Evita e Camelot, rendendolo dei maggiori protagonisti dell'exploit del genere musical avvenuto nei paesi dell'area tedesca negli anni ottanta.
Nel 1983 interpreta il ruolo di Munkustrap nell'originale produzione viennese di Cats, cui seguono, a Berlino, i ruoli principali in Jesus Christ Superstar, La Cage aux Folles e Company.
Nel 1986, ormai celebre nel mondo tedesco ma ancora poco conosciuto dal pubblico anglosassone, debutta nel West End come Raoul nel cast originale di The Phantom of the Opera, ruolo che porterà anche a Broadway (per un totale di quasi sei anni), dove interpreterà, nel 1990, anche il ruolo del Fantasma.
Conclusasi l'esperienza di The Phantom, Barton si divide tra l'America, dove partecipa a diverse produzioni, inclusa una sfortunata versione teatrale di Scarpette rosse, e l'Austria, dove è protagonista di Die Schöne und das Biest.
Nel 1997 viene scelto da Roman Polański e Jim Steinman per interpretare il ruolo di Graf Von Krolock nel fortunatissimo musical Tanz der Vampire (tuttora uno degli spettacoli di maggior successo nel mondo germanofono), che gli vale l'IMAGE Award come miglior attore.
Il 21 luglio 2001, al culmine della carriera, muore a Brema a causa di un attacco cardiaco.

## Profilo
Personalità di spicco nel mondo del teatral-musicale, è considerato una delle figure chiave del musical austro-tedesco (malgrado sia americano di nascita), senza tuttavia raggiungere mai lo status di star nel mondo anglosassone (dove è noto quasi esclusivamente per la sua interpretazione di Raoul). Barton ha saputo nondimeno guadagnarsi un vasto e fedele seguito di fans, che lo hanno reso una piccola figura cult, grazie alla galleria di personaggi oscuri e tormentati (in particolare Von Krolock) e all'immagine di artista maledetto (noto per il carattere ombroso, soggetto a crisi depressive e affetto da un probabile disturbo bipolare) e alla precoce morte (che ha dato origine a diverse voci, inclusa l'ipotesi del suicidio, ancora oggi accreditata tra i fan malgrado l'assenza di prove al riguardo).
Voce forte e brunita, orientata, negli anni giovanili, nella fascia alta del registro baritonale, in grado di svolgere efficacemente ruoli da tenore (p.e. Jesus), caratterizzata su un cantato fortemente teso ed espressivo (con un uso frequente della voce di gola), tratti andati via via crescendo nel corso degli anni, che hanno portato 
uno stile canoro ben riconoscibile, particolarmente aggressivo e intenso (sebbene non convenzionalmente "bello").
Sin dai primi anni novanta la sua voce è maturata, stabilizzandosi nel registro di basso-baritono (Boris Lermontov, Sweeney Todd), con perdita delle note squillanti della fascia acuta a favore di un timbro più cupo e profondo, con una notevole ricchezza di armonici e una grande forza drammatica.

## Teatrografia parziale
- Cats. Munkustrap (Vienna, 1983-1984)
- [[The Phantom of the Opera (musical 1986)|The Phantom of the Opera]]. Raoul (Londra, 1986-1988; Broadway, 1988-1990; Los Angeles, 1990-1991) Phantom (Broadway, marzo-ottobre 1990)
- Anastasia- The Musical. Prince Paul (1991-1992)
- Six Wives. Henry VIII (1992)
- Der Glöckner von Notre-Dame. Quasimodo (1993)
- The Red Shoes. Boris Lermontov (Broadway, 1993)
- Kiss Me, Kate. Fred Graham; Petruchio (Goodspeed Opera House, CT, 1994)
- Let's Do It. Nick Cameron (Long Wharf Theater, New Haven, CT, 1996)
- Mirette. Bellini (Chester, 1996)
- Sweeney Todd. Sweeney Todd (Pittsburgh, 1996)
- Die Schöne und das Biest. Biest (Vienna, 1996-97)
- Tanz der Vampire. Graf von Krolock (Vienna, 1997-99)

## Filmografia
- Tatort - serial TV, puntata 1 261 (1992)
- Destini - serial TV (1994-95)

## Discografia parziale

### Musicals
- 1983: Cats - Original Vienna Cast Recording (Munkustrap)
- 1987: Highlights from The Phantom of the Opera, Original London Cast (Raoul)
- 1987: The Phantom of the Opera, Original London Cast Recording (Raoul)
- 1988: Show Boat (Steve Baker)
- 1998: Anastasia - The Musical (Prince Paul)
- 1998: Tanz der Vampire – Die Höhepunkte der Welturaufführung, Original Vianna Cast (Graf von Krolock)
- 1998: Tanz der Vampire – Die Gesamtaufnahme, Original Vienna Cast Recording (Graf von Krolock)

### Altro
- 1985: Angelika Milster - Meisterstücke
- 1991: Cole Porter Centennial Gala Concert
- 1995: Living Water
- 1998: Paul Schwartz's Aria, Vol. 2 - New Horizon, (brano: Leiermann)
- 1999: Danke
- 2002: Sarah Brightman - Encore (brano: Think of Me)
- 2002: Steve Barton – Memorial Concert (brani Simply Flying; Over The Rainbow)
- 2004: Broadway's Fabulous Phantoms(brano: I've Got You Under My Skin)